# Гюнштедт
Гюнштедт (нем. Günstedt) — община в Германии, в земле Тюрингия.
Входит в состав района Зёммерда. Подчиняется управлению Киндельбрюк. Население составляет 776 человек (на 31 декабря 2010 года). Занимает площадь 12,58 км².